# Rendição incondicional
Uma rendição incondicional é uma rendição em que nenhuma garantia (condição) é dada à parte que se rende. Muitas vezes é exigida com a ameaça de destruição completa, extermínio ou aniquilação.
Nos tempos modernos, as rendições incondicionais geralmente incluem garantias fornecidas pelo direito internacional. Anunciar que apenas a rendição incondicional é aceitável coloca pressão psicológica sobre um adversário mais fraco, mas também pode prolongar as hostilidades.

## Exemplos

### Banu Qurayza durante a era de Maomé
Após a Batalha da Trincheira, na qual os muçulmanos superaram taticamente seus oponentes enquanto sofriam muito poucas baixas, os esforços para derrotar os muçulmanos falharam e o Islã tornou-se influente na região. Como consequência, o exército muçulmano sitiou o bairro da tribo Banu Qurayza, levando à sua rendição incondicional. Todos os homens, exceto alguns que se converteram ao islamismo, foram executados, enquanto as mulheres e crianças foram escravizadas. A historicidade do incidente foi questionada.

### Napoleão Bonaparte
Quando Napoleão Bonaparte escapou de seu exílio forçado na ilha de Elba, uma das medidas que os delegados das potências europeias tomaram no Congresso de Viena foi emitir uma declaração em 13 de março de 1815 declarando que Napoleão Bonaparte era um fora-da-lei. O texto inclui os seguintes parágrafos:

Ao romper assim a convenção que o estabelecera na ilha de Elba, Bonaparte destrói o único título jurídico de que dependia sua existência e, ao reaparecer na França, com projetos de confusão e desordem, privou-se da proteção do lei, e manifestou ao universo que não pode haver paz nem trégua com ele.

As potências declaram, portanto, que Napoleão Bonaparte se colocou fora do âmbito das relações civis e sociais; e que, como inimigo e perturbador da tranquilidade do mundo, ele se tornou sujeito à vingança pública.— Plenipotenciários das altas potências que assinaram o Tratado de Paris (1814).
Consequentemente, como Napoleão foi considerado um fora da lei quando se rendeu ao capitão Maitland do HMS Bellerophon no final dos Cem Dias, ele não estava protegido pela lei militar ou pela lei internacional como chefe de estado e, portanto, os britânicos não tinham obrigação legal de aceitar sua rendição ou poupar sua vida. No entanto, eles o fizeram para evitar que ele fosse um mártir e o exilaram na remota ilha de Santa Helena, no Atlântico Sul.

### Guerra Civil Americana
O uso inicial mais famoso da frase na Guerra Civil Americana ocorreu durante a Batalha de Fort Donelson em 1862. O general de brigada Ulysses S. Grant do Exército da União recebeu um pedido de termos do general de brigada confederado Simon Bolivar Buckner, o comandante do forte. A resposta de Grant foi que "nenhum termo, exceto uma rendição incondicional e imediata, pode ser aceito. Proponho avançar imediatamente sobre suas obras." Quando as notícias da vitória de Grant, uma das primeiras da União na guerra, foram recebidas em Washington, DC, os jornais comentaram (e o presidente Abraham Lincoln endossou) que as duas primeiras iniciais de Grant, "US", significavam "Unconditional Surrender", "Rendição Incondicional", o que significaria mais tarde se tornar seu apelido.
No entanto, as rendições subsequentes a Grant não foram incondicionais. Quando Robert E. Lee rendeu seu Exército da Virgínia do Norte em Appomattox Court House em 1865, Grant concordou em permitir que os homens sob o comando de Lee voltassem para casa sob liberdade condicional e mantivessem armas e cavalos particulares. Termos generosos também foram oferecidos a John C. Pemberton em Vicksburg e, pelo subordinado de Grant, William Tecumseh Sherman, a Joseph E. Johnston na Carolina do Norte.
Grant não foi o primeiro oficial da Guerra Civil a usar a frase. A primeira instância ocorreu alguns dias antes, quando o general de brigada confederado Lloyd Tilghman pediu termos de rendição durante a Batalha de Fort Henry. O oficial de bandeira Andrew H. Foote respondeu: "não, senhor, sua rendição será incondicional". Mesmo em Fort Donelson, no início do dia, um mensageiro confederado abordou o brigadeiro-general Charles Ferguson Smith, subordinado de Grant, para termos de rendição, e Smith declarou: "Eu não terei nenhum acordo com rebeldes com armas em suas mãos, meus termos são rendição incondicional e imediata." O mensageiro foi passado para Grant, mas não há evidências de que Foote ou Smith tenham influenciado a escolha de palavras de Grant.
Em 1863, Ambrose Burnside forçou uma rendição incondicional do Cumberland Gap e 2.300 soldados confederados, e em 1864, o general da União Gordon Granger forçou uma rendição incondicional de Fort Morgan.

### Segunda Guerra Mundial

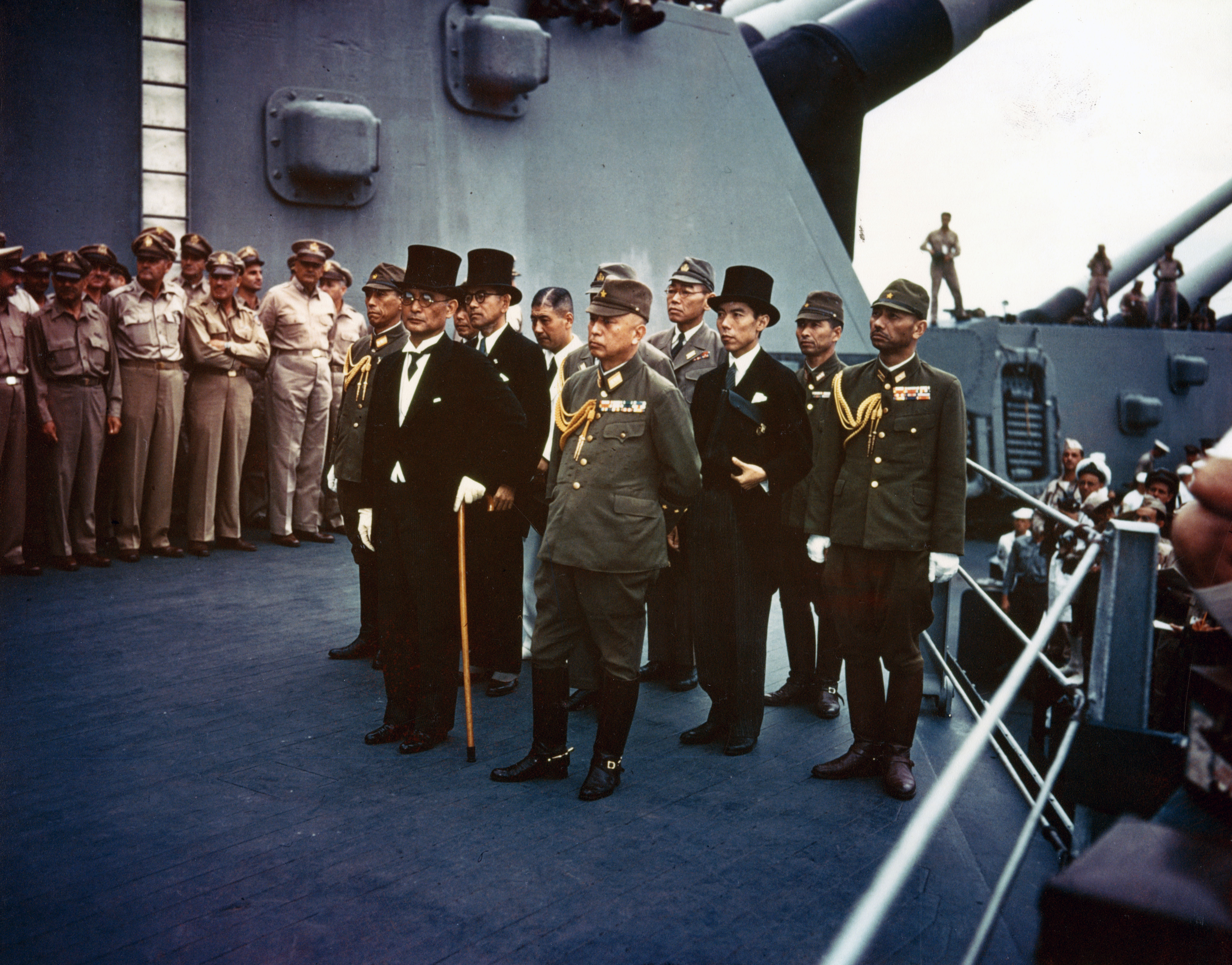
A delegação japonesa, chefiada por Mamoru Shigemitsu, se prepara para assinar o instrumento de rendição a bordo do USS Missouri na Baía de Tóquio, 2 de setembro de 1945

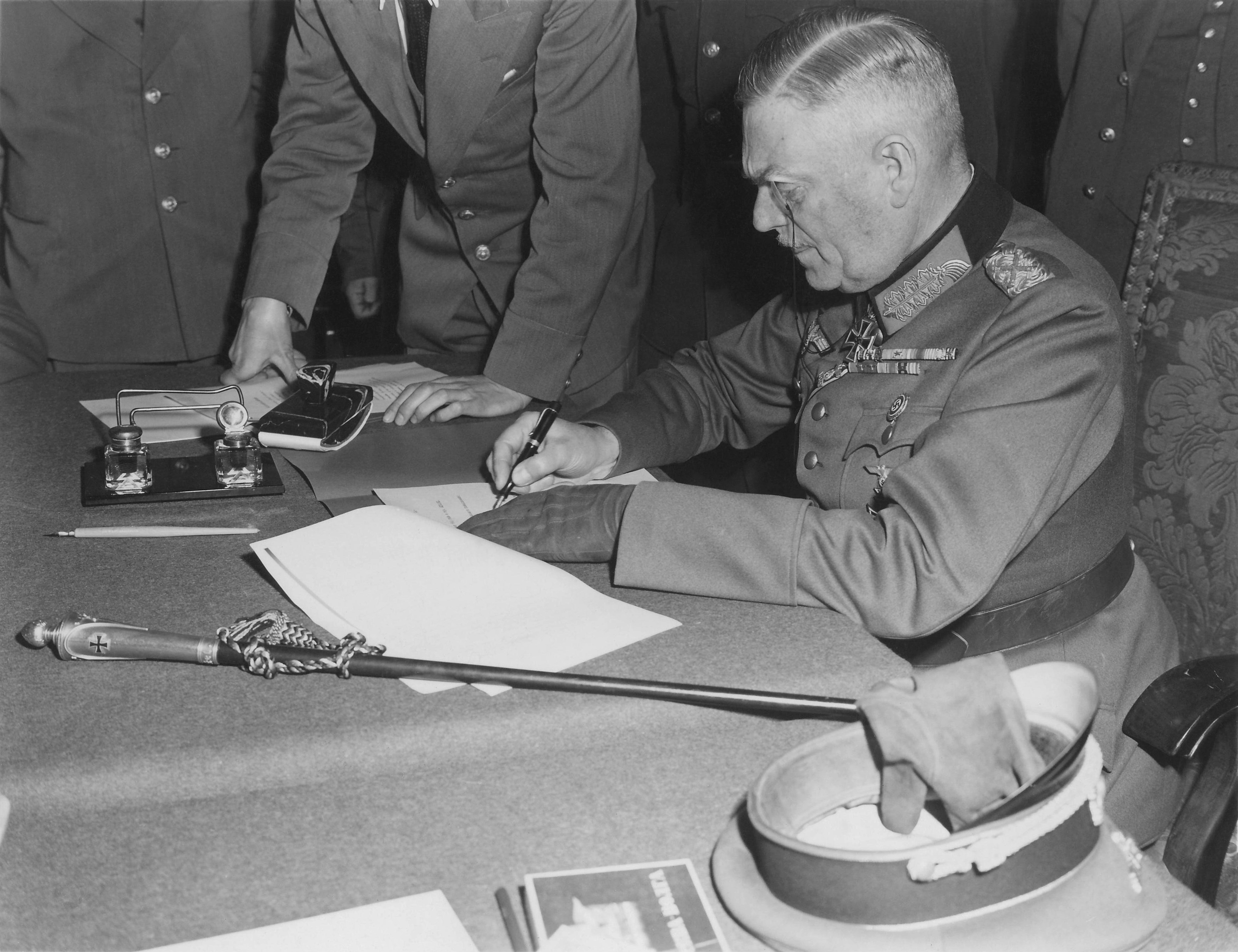
O marechal de campo Wilhelm Keitel assina o ato definitivo de rendição incondicional para os militares alemães em Berlim.

O uso do termo foi revivido durante a Segunda Guerra Mundial na conferência de Casablanca em janeiro de 1943, quando o presidente americano Franklin D. Roosevelt o declarou à imprensa como o objetivo da guerra contra as Potências do Eixo da Alemanha, Itália e Japão. Quando Roosevelt fez o anúncio em Casablanca, referiu-se ao uso do termo pelo general Grant durante a Guerra Civil Americana.
O termo também foi usado na Declaração de Potsdam emitida para o Japão em 26 de julho de 1945. Perto do final da declaração, dizia: "Pedimos ao governo do Japão que proclame agora a rendição incondicional de todas as forças armadas japonesas" e advertiu que a alternativa era "destruição imediata e total".
Alegou-se que prolongou a guerra na Europa por sua utilidade para a propaganda doméstica alemã, que a usou para encorajar mais resistência contra os exércitos aliados, e por seu efeito supressor sobre o movimento de resistência alemão desde mesmo após um golpe contra Adolf Hitler:

"aqueles alemães - e particularmente aqueles generais alemães - que poderiam estar prontos para derrubar Hitler, e foram capazes de fazê-lo, foram desencorajados de tentar por sua incapacidade de extrair dos Aliados qualquer tipo de garantia de que tal ação melhoraria o tratamento dispensado ao seu país."
Também foi argumentado que, sem a exigência de rendição incondicional, a Europa Central poderia não ter ficado atrás da Cortina de Ferro. "Foi uma política que a União Soviética aceitou com entusiasmo, provavelmente porque uma Alemanha completamente destruída facilitaria o programa de expansão da Rússia no pós-guerra." Também foi alegado ter prolongado a guerra com o Japão ou ser a causa dos bombardeios atômicos de Hiroshima e Nagasaki (ver debate sobre os bombardeios atômicos de Hiroshima e Nagasaki).
Uma razão para a política foi que os Aliados desejavam evitar a repetição do mito da facada nas costas, que surgiu na Alemanha após a Primeira Guerra Mundial e atribuiu a perda da Alemanha à traição por judeus, bolcheviques e socialistas, bem como como o fato de que a guerra terminou antes que os Aliados chegassem à Alemanha. O mito foi usado pelos nazistas em sua propaganda. Uma rendição incondicional foi sentida para garantir que os alemães soubessem que haviam perdido a guerra.

### Guerra da Independência de Bangladesh

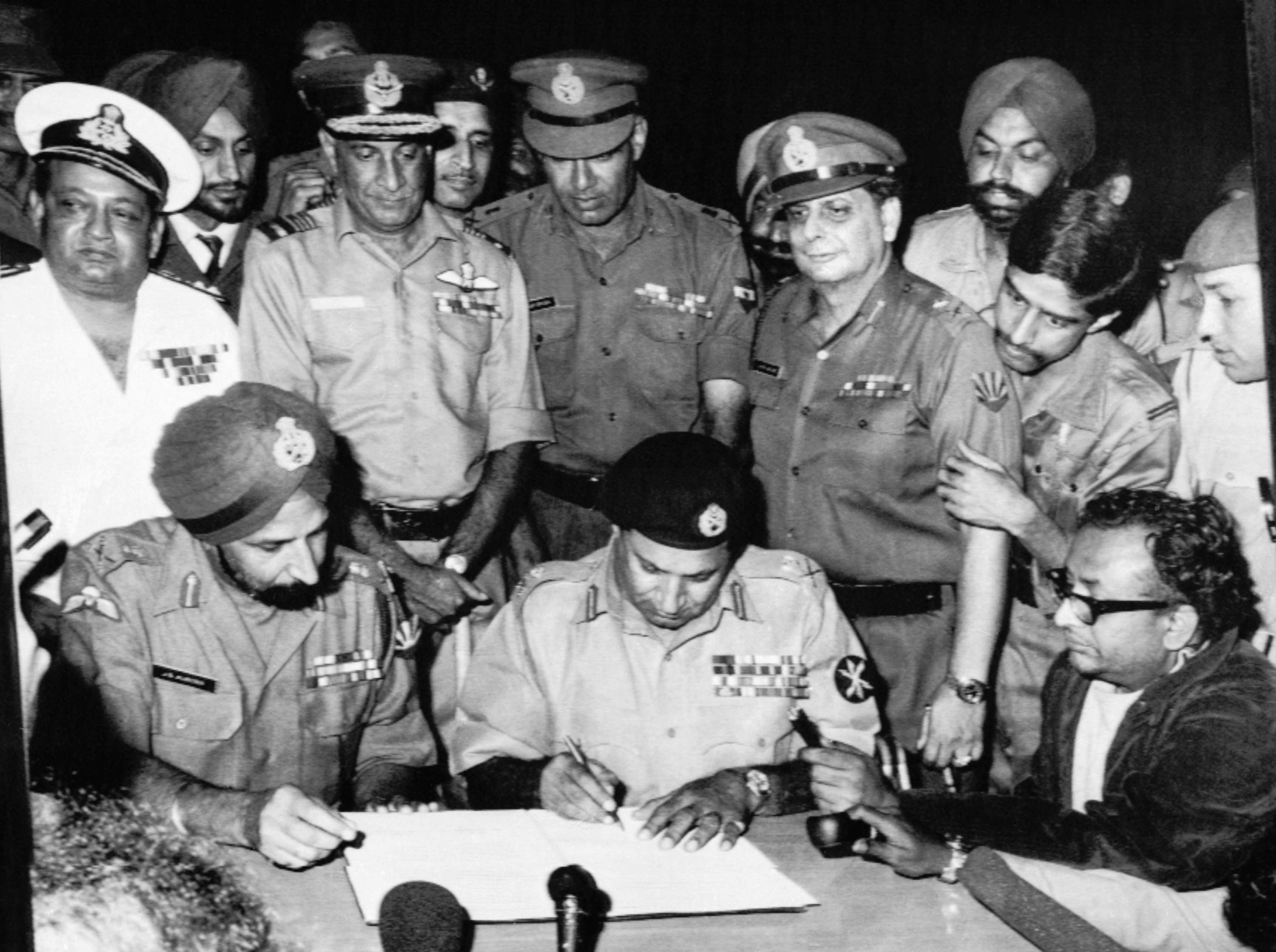
Assinatura do instrumento paquistanês de rendição pelo tenente-general A. A.K. Niazi na presença de oficiais militares indianos

Em 16 de dezembro de 1971, o tenente-general A. A. K. Niazi, comandante das Forças Armadas do Paquistão localizadas no Paquistão Oriental (agora Bangladesh) assinou o Termo de Rendição entregando o comando de suas forças estacionadas no Paquistão Oriental ao Exército indiano sob o comando do general Jagjit Singh Aurora. Isso levou à rendição de 93.000 pessoas, incluindo famílias do Comando Leste do Paquistão e à cessação das hostilidades entre as Forças Armadas do Paquistão e as Forças Armadas da Índia, juntamente com as forças de guerrilha, o Mukti Bahini.
A assinatura deste documento de rendição incondicional deu garantias à Convenção de Genebra para a segurança dos soldados rendidos e completou a independência de Bangladesh.

### Guerra Civil do Afeganistão
Em 15 de agosto de 2021, o governo do Afeganistão e as forças armadas afegãs renderam-se incondicionalmente ao Talibã. A rendição incondicional pôs fim ao conflito e permitiu que o Talibã tomasse o Afeganistão e estabelecesse seu governo no país.

## Rendição à discrição
Na guerra de cerco, a exigência de que a guarnição se renda incondicionalmente aos sitiantes é tradicionalmente formulada como "rendição à discrição". Se houver negociações com condições mutuamente acordadas, diz-se que a guarnição "cedeu aos termos". Um exemplo foi no Cerco de Stirling, durante a Rebelião Jacobita de 1745:

Carlos, então, enviou uma mensagem verbal aos magistrados, exigindo que eles entregassem imediatamente a cidade; mas, a pedido deles, conseguiram até às dez horas do dia seguinte para se decidirem. A mensagem foi levada em consideração em uma reunião pública dos habitantes e debatida ansiosamente. A maioria tendo chegado à resolução de que era impossível defender a cidade com o punhado de homens dentro, dois deputados foram enviados para Bannockburn, o quartel-general do exército das Terras Altas, que se ofereceu para se render aos termos; afirmando que, em vez de se render à discrição, conforme exigido, eles defenderiam a cidade até o último extremo. Após uma negociação, que ocupou a maior parte da terça-feira, foram acordados os seguintes termos de capitulação:...
A rendição à discrição também foi usada na Batalha do Álamo, quando Antonio López de Santa Anna pediu a Jim Bowie e William B. Travis a rendição incondicional. Mesmo que Bowie desejasse se render incondicionalmente, Travis recusou, disparou um canhão contra o exército de Santa Anna e escreveu em seus despachos finais:

O inimigo exigiu uma rendição a seu critério, caso contrário a guarnição deve ser passada à espada, se o forte for tomado — Respondi a sua demanda com um tiro de canhão, e nossa bandeira ainda tremula orgulhosamente nas paredes — Eu nunca vou me render ou recuar.
A expressão rendição à discrição ainda é usada em tratados. Por exemplo, o Estatuto de Roma, em vigor desde 1º de julho de 2002, especifica no "Artigo 8 crimes de guerra, Parágrafo 2.b:"

Outras violações graves das leis e costumes aplicáveis em conflitos armados internacionais, no âmbito estabelecido do direito internacional, nomeadamente, qualquer um dos seguintes atos:

...

(vi) Matar ou ferir um combatente que, tendo deposto as armas ou não tendo mais meios de defesa, se rendeu a seu critério;
A redação do Estatuto de Roma é tomada quase palavra por palavra do Artigo 23 da IV Convenção de Haia de 1907 As Leis e Costumes da Guerra em Terra: "...é especialmente proibido - ... Matar ou ferir um inimigo que, tendo deposto as armas, ou não tendo mais meios de defesa, se rendeu a seu critério", e faz parte do Direito de guerra.